# Flor de carbassera farcida

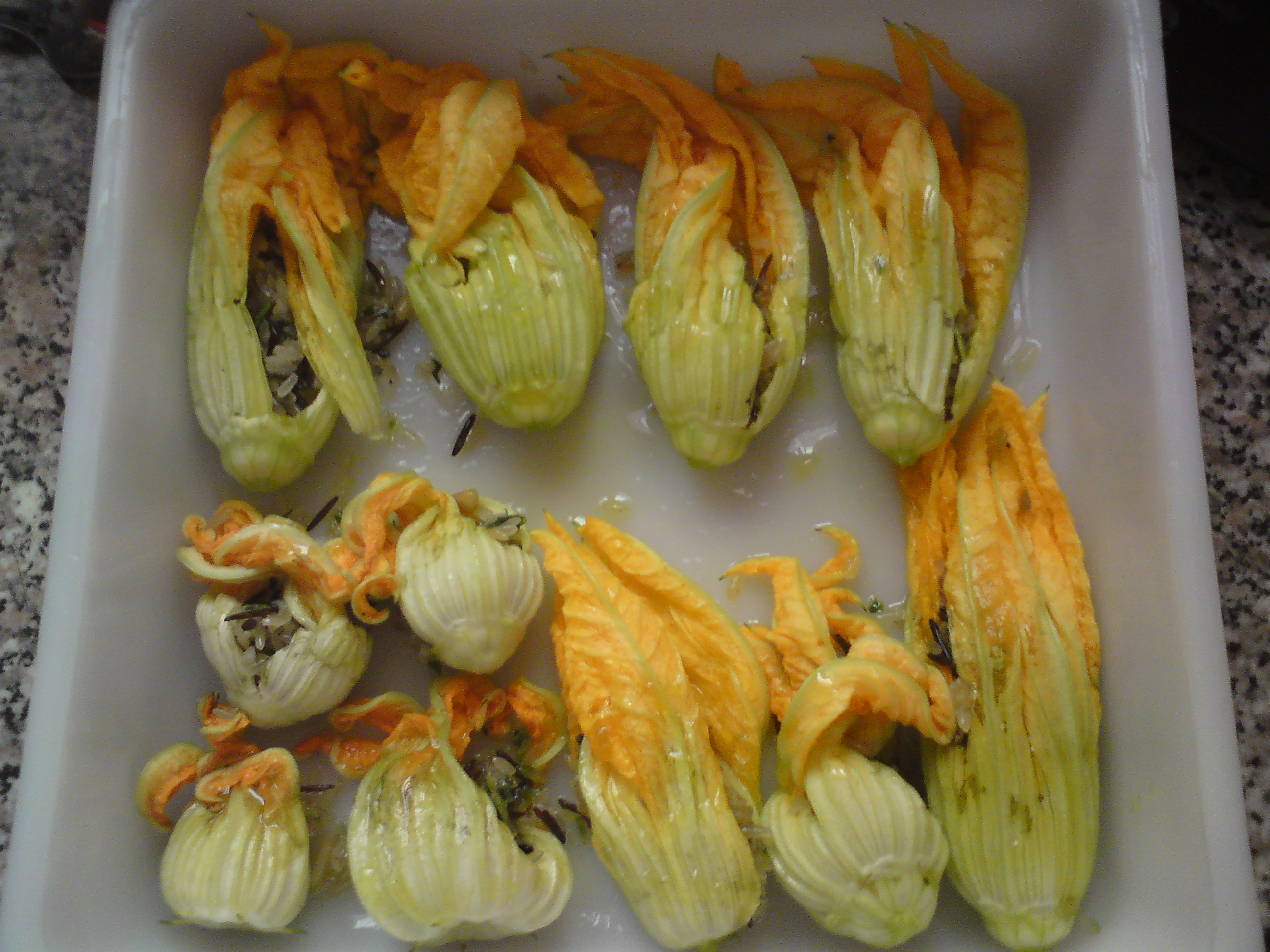
Kolokythoanthoi i kolokythokorfades, noms en grec de dues varietats de flors de carbassera.

Kabak çiçeği dolması (en turc) o dolma de flor de carbassera és un plat de les cuines turca i grega, fet amb flors de carbassera, arròs, cebes, julivert, oli d'oliva, nar ekşisi, salça i espècies. A Turquia de vegades s'anomena simplement "çiçek dolması" (flors farcides).